# Peter Diringer
Peter Diringer (* 15. März 1947 in Mannheim; † 21. Juli 2020) war ein deutscher Fußballspieler, der als Mittelfeldspieler beim VfL Neckarau und dem VfR Mannheim 64 Pflichtspiele mit elf Toren in der damals zweitklassigen Fußball-Regionalliga Süd und im Debütjahr der 2. Fußball-Bundesliga 1974/75 mit den blau-weiß-roten Rasenspielern noch 28 Zweitligaspiele mit drei Toren absolviert hat. Der Sohn des Gauliga- und Oberligatorhüters Otto Diringer gehörte 1967/68 und 1973/74 jeweils als Leistungsträger den  Meistermannschaften und Aufstiegsteams von Neckarau und Mannheim in die Regionalliga Süd an.

## Sportliche Laufbahn

### Neckarau, bis 1972
Im letzten A-Jugendjahr, 1963/64, gewann der spielerisch und technisch herausragend talentierte Sohn des legendären Gauligatorhüters Otto Diringer, Peter, mit seinen Mannschaftskameraden des VfL Neckarau die A-Jugendkreismeisterschaft in Mannheim. Der sportliche Weg des Mittelfeldspielers führte ihn zur Saison 1964/65 direkt in die 1. Mannschaft der Blau-Weißen vom Waldweg-Stadion. Unter Trainer Philipp „Fips“ Rohr gewann der VfL in der 2. Amateurliga Rhein-Neckar, Staffel 2 überlegen mit 115:25 Toren und 48:4 Punkten die Meisterschaft und setzte sich auch in der Aufstiegsrunde gegen die Rivalen vom ASV Durlach, Viktoria Wertheim, FC Neureut und den VfB Wiesloch durch und stieg in die 1. Amateurliga Nordbaden auf. In den ersten zwei Runden konnte mit dem 12. beziehungsweise dem 11. Rang die Klasse gehalten werden. Der junge Mittelfeldspieler aus Neckarau wurde aber bereits am 18. September 1966 erstmals im Wettbewerb um den Länderpokal in der Auswahl von Nordbaden eingesetzt. In Pforzheim gewann das von Exbundesligatrainer Herbert Widmayer betreute Nordbadenteam mit 4:2 gegen die Vertretung von Württemberg; Diringer war als Halblinks an der Seite von Spielern wie Walter Kitter und Horst Kunzmann dabei aufgelaufen. Als Nordbaden sich am 15. Mai 1967 mit einem 2:1 gegen Hessen den Länderpokal sicherte, stand Diringer aber nicht in der Endspielformation.
Im dritten Jahr 1. Amateurliga, 1967/68, feierten Neckarau und die Mannschaftskollegen um Peter Diringer zuerst den Titelgewinn in Nordbaden und daran anschließend in der Aufstiegsrunde gegen TSF Esslingen, SC Freiburg und den FC Wangen den Aufstieg in die damals zweitklassige Fußball-Regionalliga Süd. Der Start in die Regionalliga glückte am 18. August 1968 mit einem 1:0-Heimerfolg gegen die SpVgg Fürth; Diringer war vor 4.000 Zuschauern im linken Mittelfeld aufgelaufen. Im zweiten Heimspiel, am 1. September, kam der Bundesligaabsteiger und spätere Regionalligameister Karlsruher SC nach Neckarau und setzte sich nach einem 0:0-Halbzeitstand vor 10.000 Zuschauern am Ende knapp mit 2:1 gegen die Heimmannschaft durch. Während auf der KSC-Seite mit Jupp Marx, Helmut Kafka, Klaus Slatina, Jürgen Weidlandt, Horst Blechinger, David Scheu, Theo Menkhaus und Christian Müller bekannte Fußballgrößen zugange waren, war das auf Seiten des Gastgebers bei den Mannschaftskollegen von Peter Diringer mit Spielern wie Torhüter Hans-Werner Laabs, Charles Adler, Alfred Kull, Karl-Heinz Thiele, Wolfgang Poly, Rudolf Geier, Ernst Zinser, Fritz Preissler und den Trainersöhnen Hans und Rüdiger Rohr auf keinen Fall gegeben. Die Neckarauer waren lediglich gute Amateurfußballer aus dem nordbadischen Amateurbereich und hatten einen anerkannten Fußballfachmann als Trainer. In den Lokalderbys gegen den VfR Mannheim (2:4, 0:0) und den SV Waldhof (1:1, 0:0) zeigten Diringer und Kollegen achtbare Leistungen, aber nach dem 1:1 am letzten Rundenspieltag, den 11. Mai 1969, mit einem 1:1 beim SV Darmstadt 98, stieg Neckarau mit 26:42 Punkten als 16. aus der 18er-Staffel in das Amateurlager ab. Diringer hatte nur in einem der 34 Punktspiele gefehlt und vier Tore erzielt.
Der Mittelfeldtechniker blieb beim VfL und feierte im ersten Jahr nach dem Abstieg, 1969/70, an der Seite der neuen Mitspieler Gerd Störzer und Günter Oleknavicius die Vizemeisterschaft in Nordbaden und damit den Einzug in den Wettbewerb um die Amateurmeisterschaft. Dort scheiterte man im Halbfinale am Titelverteidiger SC Jülich 1910 nach einer 1:3-Niederlage nach Verlängerung im Rückspiel. Mit der Auswahl von Nordbaden zog Diringer im Länderpokalwettbewerb bis in das Finale, welches aber am 6. Oktober 1971 mit einer 0:2-Niederlage gegen Bayern endete. In den nächsten zwei Runden belegte Neckarau jeweils den 4. Rang und Diringer gab zur Saison 1972/73 dem Werben des VfR Mannheim nach und spielte fortan bei den Rasenspielern.

### VfR Mannheim, von 1972 bis 1975
Auf Anhieb feierte er 1973 an der Seite von Mitspielern wie Klaus Schmidt und Jürgen Schieck, sowie unter Trainer Heiner Ueberle überlegen mit 112:34 Toren und 54:6 Punkten die Meisterschaft in der 1. Amateurliga Nordbaden. In der Aufstiegsrunde setzte sich der VfR gegen die Konkurrenz vom FC Villingen, Ulm 1846 und dem SC Baden-Baden durch und stieg in die Regionalliga Süd auf.
Im letzten Jahr der zweitklassigen Regionalliga, 1973/74, ging es in erster Linie um die Nominierung für die ab 1974/75 startende 2. Fußball-Bundesliga. Nach einer desolaten 0:7-Niederlage am 15. September 1973 bei der SpVgg Bayreuth schaffte der VfR aus den nächsten sieben Rundenspielen 11:3 Punkte und war damit unter Ueberle-Nachfolger Gunther Baumann wieder im Rennen um die Plätze zur 2. Bundesliga dabei. Beim torreichen 4:7 im Lokalderby gegen den SV Waldhof am 16. März 1974 verwandelte der Strafstoßspezialist vor 12.000 Zuschauern zwei Elfmeter. Das Gleiche wiederholte er am 30. März beim 5:4-Heimerfolg gegen den VfR Heilbronn. Da Hessen Kassel, Freiburger FC und Jahn Regensburg auf den Abstiegsplätzen landeten, qualifizierte sich der VfR Mannheim trotz schlechterer Punkteausbeute aus der Vergangenheit als 13. für die 2. Bundesliga. Diringer hatte in 31 Ligaspielen sieben Tore erzielt.
Mit einer 8:30 Auswärtsbilanz und 18:20 Heimpunkten konnten Diringer und seine Mannschaftskollegen wie Bernd Detterer, Bernhard Schwarzweller, Rolf Schmitt, Ludwig Hartmann (14 Tore) und Manfred Mattes nicht erfolgreich den Abstiegskampf im Debütjahr der 2. Bundesliga bestehen. Auch der Trainerwechsel im November 1974 von Baumann hin zu Hermann Jöckel brachte nicht die erhoffte Besserung. Sein letztes Spiel in der 2. Bundesliga bestritt Diringer am 8. Juni 1975 bei einem 1:1 Remis beim FC Augsburg. Insgesamt hatte er 28 Zweitligaspiele mit drei Toren in der Saison 1974/75 absolviert. Nach dem Abstieg schloss er sich wieder seinem Heimatverein VfL Neckarau an.

### Rückkehr und Ende der Spielerlaufbahn in Neckarau, 1975 bis 1979
Mit dem bis in die Mannheimer A-Klasse abgerutschten VfL wurde Diringer auf Anhieb in der Saison 1975/76 Meister der A-Klasse Süd, im Folgejahr 1976/77 Meister in der 2. Amateurliga Rhein-Neckar, Staffel 2. Nach einem dritten Rang 1978/79 in der Verbandsliga Nordbaden mit dem VfL Neckarau beendete Peter Diringer seine langjährige und erfolgreiche Spielerlaufbahn.
Als die „Franz-Beckenbauer-Stiftung“ am 24. Juli 1985 ein Wohltätigkeitsspiel in Mannheim zwischen der „Uwe-Seeler-Traditionself“ und einer Mannheimer Auswahl von ehemaligen Vertragsspielern im Waldhof-Stadion vor 7000 Zuschauern austrug, schnürte der Neckarauer im Mittelfeld nochmals seine Kickschuhe an der Seite von Walter Pradt, Wolfgang Platz, Karl-Heinz Harm, Walter Duttenhofer und Ludwig Hartmann beim 6:2-Erfolg der prominent besetzten Gästeelf (Franz Beckenbauer, Jürgen Grabowski, Uwe Seeler, Gerd Müller, Wolfgang Overath, Bernd Hölzenbein, Sigfried Held, Lothar Emmerich).

## Privat
Peter Diringer übernahm das Hoch- und Tiefbauunternehmen seines Vaters Otto und führte es in zweiter Generation weiter.
Am 20. Oktober 2016 wurde Peter Diringer vom VfL Kurpfalz Neckarau auf der Mitgliederhauptversammlung für seine 60-jährige Vereinsmitgliedschaft geehrt. Der Bauingenieur verstarb am 21. Juli 2020.